# 빈센트 M. 워드

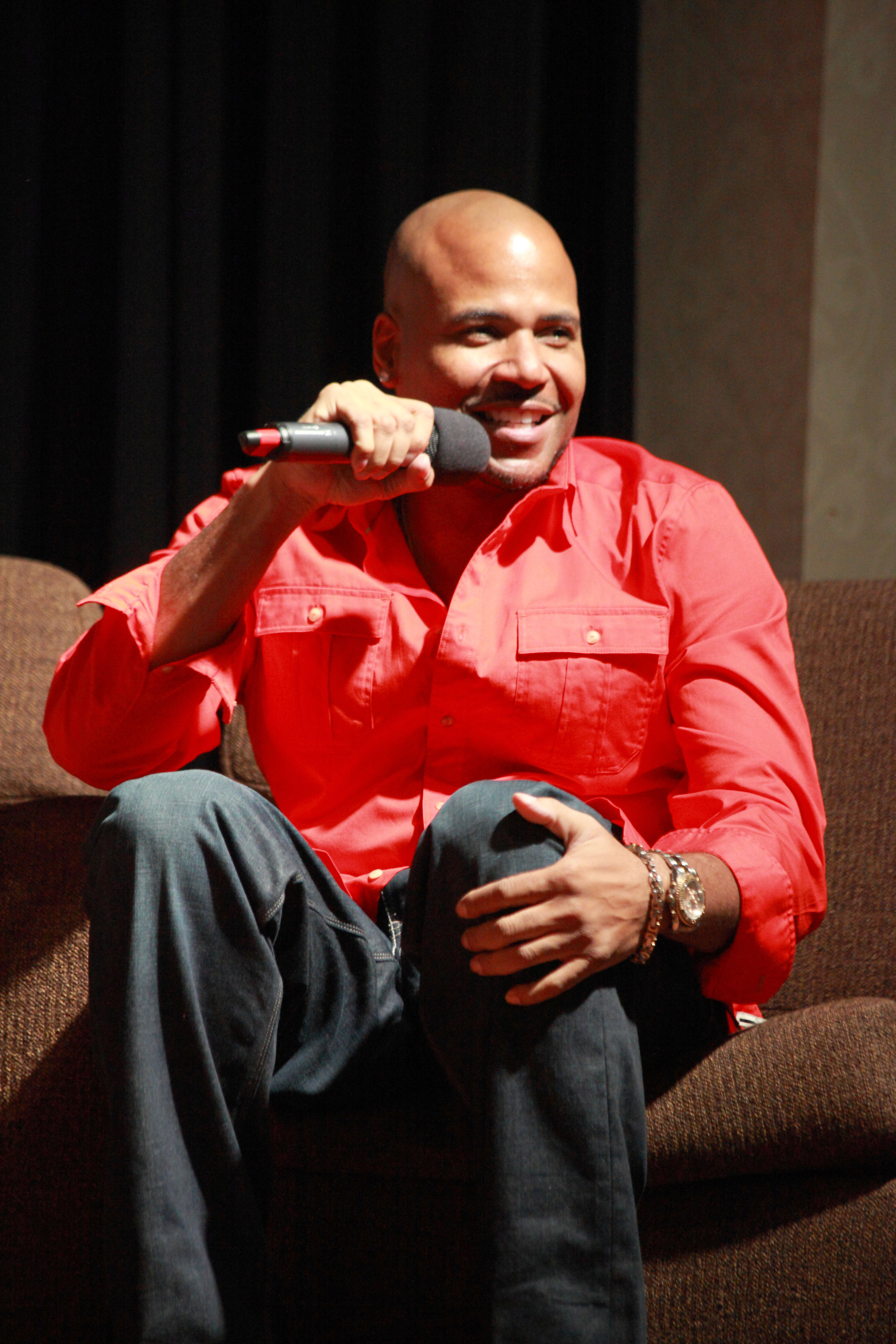

빈센트 M. 워드(Vincent M. Ward, 1971년 1월 27일 ~ )는 미국의 영화배우, 연극 배우, 텔레비전 배우이다.
데이턴에서 태어났다.

## 방송
- 워킹 데드 3

## 영화
- 로스트 인 더 퍼시픽 (2016년)